# Julius Onah
Julius Onah, né le 10 février 1983, est un réalisateur nigério-américain.

## Biographie
Onah est né à Makurdi, dans l'État de Benue au Nigeria. Il grandit aux Philippines, au Nigeria, au Togo et au Royaume-Uni, avant de déménager dans le Comté d'Arlington, en Virginie à la suite de son père, Adoga Onah, diplomate. Onah est diplômé de la Washington-Lee High School à Arlington et a obtenu une licence en théâtre à l'Université Wesleyenne de Middletown, Connecticut. Il obtient ensuite un master (M. F. A.) en cinéma à la Tisch School of the Arts à l'Université de New York en ayant la bourse du Doyen. Il est également destinataire de la bourse d'études de la prestigieuse Fondation Jack Kent Cooke,.

## Carrière
Le travail d'Onah est projeté dans différents festivals à travers le monde comme Berlin, Londres, Dubaï, Los Angeles, Melbourne et Camérimage. Durant l'été 2010, il est choisi comme l'un des 25 Nouveaux visages du cinéma indépendant par le Filmmaker Magazine. En 2013, c'est Studio System qui en fait l'un des 10 Réalisateurs de film qui montent et Forbes Magazine l'une des 13 Célébrités Africaines à suivre. Alors qu'il suit le master de cinéma à NYU, il réalise son premier film et mémoire de fin d'étude, The Girl Is in Trouble (2015) avec, comme producteur executif, Spike Lee, et les acteurs Alicja Bachleda, Wilmer Valderrama, Columbus Short, et Jesse Spencer. Onah avait d'abord été pressenti pour réaliser l'adaptation du thriller Brilliance pour Legendary Pictures avec David Koepp au scénario et Will Smith et Noomi Rapace comme acteurs principaux,. Il réalise ensuite The Cloverfield Paradox (2018) produit par J. J. Abrams. Son film suivant est Luce avec Naomi Watts, Octavia Spencer, Tim Roth et Kelvin Harrison Jr.

## Filmographie

### Longs métrages
- 2015 : The Girl Is in Trouble (réalisateur/scénariste/producteur)
- 2018 : The Cloverfield Paradox (réalisateur)
- 2019 : Luce (réalisateur/scénariste/producteur)
- 2024 : Captain America: Brave New World (réalisateur)

### Clips et courts métrages
- 2004 : Nigger
- 2004 : Meditations/A Love Story
- 2005 : She Waits in the Restless Horizon
- 2007 : Szmolinsky
- 2007 : Babette
- 2007 : Linus
- 2008 : Nie patrz wstecz
- 2008 : The Boundary
- 2010 : Goodbye Chicken, Farewell Goat
- 2011 : Drik nu Agnes
- 2012 : Big Man
- 2015 : Broken Arrows - clip d'Avicii

## Open Continents
Open Continents est un projet multimédia global regroupant les travaux de Julius Onah, court et long métrages, clip vidéo et réalisation pour la télévision. 
| Continent        | Titre | Pays       | Sujet              | Année |
| ---------------- | --- | ---------- | ------------------ | ----- |
| Europe           | SZMOLINSKY (Berlin Film Festival, SXSW Click, Melbourne Film Festival)                                          | Allemagne  | Euro Tales[Quoi ?] | 2008  |
| Europe           | NIE PATRZ WSTECZ (London Film Festival, Camerimage Grand Jury Award)                                            | Pologne    | Euro Tales         | 2008  |
| Europe           | DRIK NU AGNES                                                                                                   | Danemark   | Euro Tales         | 2011  |
| Afrique          | GOODBYE CHICKEN, FAREWELL GOAT (Los Angeles Film Festival, Mill Valley Film Festival, True/False Film Festival) | Nigeria    | African Days       | 2010  |
| Afrique          | BIG MAN (Dubai Film Festival, New York Times, Los Angeles Film Festival)                                        | Nigeria    | African Days       | 2012  |
| Amérique du Nord | SHE WAITS IN THE RESTLESS HORIZON                                                                               | États-Unis | New York Streets   | 2005  |
| Amérique du Nord | LINUS (MTVu Film of the Week, 1st Place Calvin Klein Short Film Competition)                                    | États-Unis | New York Streets   | 2007  |
| Amérique du Nord | THE GIRL IS IN TROUBLE                                                                                          | États-Unis | New York Streets   | 2015  |
| Amérique du Nord | MEDITATIONS/A LOVE STORY                                                                                        | États-Unis | American Lives     | 2004  |
| Amérique du Nord | THE BOUNDARY (Amnesty International Movies That Matter, Best Director NBC Short Cuts, HBO)                      | États-Unis | American Lives     | 2008  |
| Amérique du Nord | Borken Arrows (Avicii)                                                                                          | États-Unis | American Lives     | 2015  |
| Amérique du Nord | Luce | États-Unis | American Lives     | 2018  |
| Amérique du Nord | The Cloverfield Paradox                                                                                         | États-Unis | Hollywood Lights   | 2018  |